# Anders Fannemel
Anders Fannemel (Hornindal, 1991. május 13. –) világbajnok norvég síugró.

## Pályafutása
Fannemel 2004-től kezdett el komolyabban a síugrással foglalkozni, miután a helyi csapat edzésein részt vett. 2007. szeptember 8-án a Falunban megrendezett FIS Cup versenyén is elindult, amely első fontosabb nemzetközi versenye volt. Egy évre rá 2008-ban a Continental Cup sorozatban is elindult, ahol 2009 augusztusában megszerezte első győzelmét Lillehammerben. 2009 novemberében már részt vehetett élete első világkupa versenyen rögtön a 10. helyen zárt, amivel megszerezte első világkupa pontjait is.
A 2011-es junior vb-n egyéniben a negyedik, csapatával pedig a harmadik helyen zárt. 2012-ben a norvég bajnokságban nagysáncon a harmadik lett, pár nappal később a világkupában a norvég csapat tagjaként megszerezte első világkupa győzelmét is Willingenben. A norvég nyári bajnokságban 2012-ben sikerült megszereznie első bajnoki címét is. Novemberben Lillehammerben, ahol három évvel azelőtt első pontjait megszerezte, egy második hellyel először zárt dobogós helyen a világkupában.
Fannemel 2014-ben először vehetett részt téli olimpián, ahol normálsáncon a 15., nagysáncon 5., a norvég csapattal pedig a 6. lett. A következő 2014-15-ös világkupa szezonban Fannemel megszerezte első világkupa győzelmét, melyet 2014. december 13-án Nyizsnyij Tagilban szerzett. Kevesebb mint két hónappal később 2015. február 8-án Titisee-Neustadtban újra győzelemnek örülhetett, majd egy héttel később Vikersundban Peter Prevc 250 méteres világrekordját másfél méterrel megjavította (két évvel később Stefan Kraft szintén 251,5 métert ugrott). Az északisí világbajnokságon Falunban a normálsáncon 9., nagysáncon 7. lett, majd csapatával megszerezte a világbajnoki címet, az osztrákok és lengyelek előtt. A 2014-15-ös világkupaszezont végül a hetedik helyen zárta összetettben 1161 ponttal.
A 2016-ös sírepülő-világbajnokságon Bad Mitterndorfban csapatban világbajnok lett, egyéniben pedig a hetedik helyen végzett. 2016 januárjában újabb világkupa győzelmet szerzett Szapporóban, majd nyáron a Grand Prix versenyein is sikeres volt. A sorozatban júliusban csapatban nyert versenyt, majd augusztus 27-én Hakubában egyéniben is sikerült nyernie.
Fannemel a 2017-es északisí világbajnokságon Lahtiban nagysáncon az ötödik lett, miután a normálsáncon kiesett. A csapatversenyben a lengyelek mögött a ezüstérmet sikerült nyernie csapattársaival. 2017 decemberében Engelbergben újabb világkupa győzelmet ünnepelhetett. Az abban a szezonban megrendezett négysáncversenyen előbb Garmisch-Partenkirchenben a harmadik, majd Bischofshofenben a második helyen zárt, ezenkívül Oberstdorfban a hetedik, Innsbruckban pedig a 16. lett. A négysáncverseny összesítésében így végül a harmadik helyen zárt Kamil Stoch és Andreas Wellinger mögött.

## Olimpia
| Event       | Normálsánc | Nagysánc | Csapatverseny |
| ----------- | ---------- | -------- | ------------- |
| 2014 Szocsi | 15.        | 5.       | 6.            |

## Világkupa

### Győzelmek
| No. | Szezon  | Dátum              | Helyszín         | Sánc                              | Sáncméret |
| --- | ------- | ------------------ | ---------------- | --------------------------------- | --------- |
| 1   | 2014/15 | 2014. december 13. | Nyizsnyij Tagil  | Tramplin Stork HS134 (esti)       | LH        |
| 2   | 2014/15 | 2015. február 8.   | Titisee-Neustadt | Hochfirstschanze HS142            | LH        |
| 3   | 2015/16 | 2016. január 31.   | Szapporo         | Ōkurayama HS134                   | LH        |
| 4   | 2017/18 | 2017. december 16. | Engelberg        | Gross-Titlis-Schanze HS140 (esti) | LH        |